# Résolution 1207 du Conseil de sécurité des Nations unies
Membres permanents
- Chine
- États-Unis
- France
- Royaume-Uni
- Russie

Membres non permanents
- Bahrain
- Brésil
- Costa Rica
- Gabon
- Gambie
- Japon
- Kenya
- Portugal
- Slovénie
- Suède

Résolution no 1206 Résolution no 1208
La résolution 1207 du Conseil de sécurité des Nations unies, adoptée le 17 novembre 1998, après avoir rappelé toutes les résolutions concernant les conflits dans l'ex-Yougoslavie, en particulier la résolution 827 (1993), a condamné la république fédérale de Yougoslavie (Serbie-et-Monténégro) pour sa non-exécution des mandats d'arrêt émis par le Tribunal pénal international pour l'ex-Yougoslavie (TPIY).
Le Conseil de sécurité a rappelé l’accord-cadre général et déploré le manque de coopération de la république fédérale de Yougoslavie (Serbie-et-Monténégro) avec le TPIY.
Agissant en vertu du chapitre VII de la Charte des Nations unies, le Conseil a rappelé à tous les États leur obligation de coopérer avec le Tribunal, y compris dans l’exécution des mandats d’arrêt. Elle a appelé les pays qui ne l’avaient pas encore fait, y compris la république fédérale de Yougoslavie (Serbie-et-Monténégro), à prendre des mesures dans le cadre de leur droit interne pour mettre en œuvre la résolution 827. Ces pays ne pouvait pas invoquer les dispositions de leur droit interne pour justifier leur manquement à leurs obligations en vertu du droit international.
La résolution condamne l'absence de mandat d'arrêt contre trois suspects accusés du massacre de 200 Croates et exige l'exécution immédiate et inconditionnelle de ces mandats d'arrêt ainsi que leur transfert au Tribunal. Les autorités de la république fédérale de Yougoslavie (Serbie-et-Monténégro), du Kosovo et d’autres pays ont été exhortées à coopérer avec le procureur du TPIY pour la poursuite des crimes de guerre présumés. Enfin, le président du Tribunal a été invité à tenir le Conseil informé de l’évolution de la situation.
La résolution 1207 a été adoptée par 14 voix contre zéro, avec une abstention de la Chine, qui a fait valoir que le TPIY n'était pas un tribunal permanent et ne pouvait donc pas interférer dans les affaires intérieures de la république fédérale de Yougoslavie (Serbie-et-Monténégro) et d'autres pays.